# Paul Hazoumé
Paul Hazoumé (ur. 16 kwietnia 1890 r. w Porto-Novo, zm. 18 kwietnia 1980 r. w Cotonou) – pochodzący z Beninu pisarz afrykański, tworzący w języku francuskim.
Potomek dostojników królewskich, uczęszczał do szkoły pedagogicznej Saint-Louis w Senegalu. Wyjechał do Francji uzyskując obywatelstwo francuskie w 1919 roku. Będąc nauczycielem, rozpoczął pracę nad zwyczajami przodków. Po opublikowaniu swego pierwszego dzieła Pacte de sang au Dahomey w roku 1937 otrzymał staż w paryskim Muzeum de l’Homme. Dokumentacja, którą zebrał jeszcze w trakcie swej pracy nauczycielskiej w Abomey w dużej mierze pomogła mu w napisaniu powieści historycznej Doguicimi (1938) opowiadającej o wielkości i sile antycznego królestwa Abomey. Hazoumé publikował liczne eseje, m.in.: France contre le racisme allemend (Francja przeciwko rasizmowi niemieckiemu, 1940), Cinquante Ans d'apostolat au Dahomey (Pięćdziesiąt lat apostolatu w Dahomeju), w których to okazywał on raczej pozytywne strony polityki kolonialnej. Po drugiej wojnie światowej Hazoumé uczestniczył aktywnie w życiu politycznym swojego kraju.
Uznawany za jednego z prekursorów nowożytnej literatury afrykańskiej.